# Jochen Lorenz

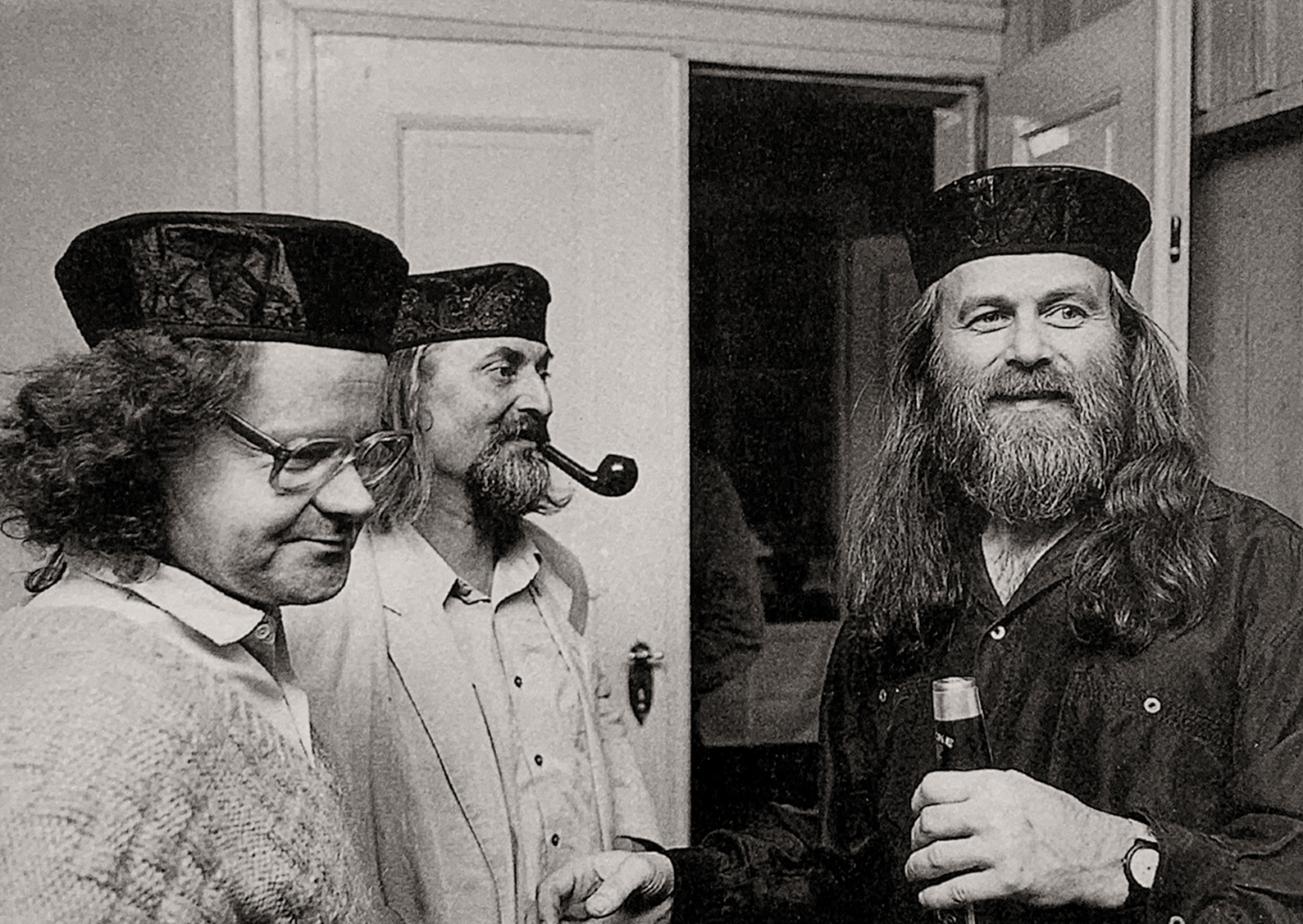
Jochen Lorenz, Eberhard Göschel und Bernhard Theilmann (v. l. n. r.) 1993

Jochen Lorenz (* 2. Oktober 1949 in Dresden; † 5. November 2012 ebenda) war ein deutscher Drucker und Grafiker. Mit Eberhard Göschel, Bernhard Theilmann, Peter Herrmann und A.R. Penck gründete er 1978 die Obergrabenpresse, die bis 2008 bestand.

## Leben
Lorenz wurde 1949 in Dresden geboren. Sein Bruder Bernd Lorenz ist Fotograf. Lorenz absolvierte eine Lehre als Offsetdrucker und arbeitete zunächst bei der Deutschen Reichsbahn. Hier war er für den Druck von Fahrplänen für den Aushang zuständig. Im Rahmen von Abendschulkursen an der Hochschule für Bildende Künste Dresden begann Lorenz in den 1960er-Jahren erstmals, Radierungen zu drucken. Lorenz war mit dem Lyriker Bernhard Theilmann befreundet, der seit 1974 in Dresden lebte. Als Theilmann und der Maler Eberhard Göschel 1976 die Idee hatten, ihre Lyrik und Radierungen als Werk herauszugeben, kontaktierte Theilmann Lorenz, der als Drucker Teil der Gruppe wurde. Für den Druck stand eine Andruckpresse der J. G. Mailänder Druckmaschinenfabrik aus dem Jahr 1908 zur Verfügung, die Maler Peter Herrmann gehörte und die Theilmann instand setzte. Lorenz fertigte 1977 im ehemaligen Atelier Göschels in Gostritz erste Probedrucke mit Radierungen Göschels und Herrmanns an. Zudem entstanden Probedrucke für eine erste „grafiklyrik“-Mappe. Schon 1978 zog die Druckwerkstatt in eine Wohnung am Standort Obergraben 9 um. Die einzelnen Zimmer der Wohnung dienten dabei als Ätzraum, Druckraum und Papierlager. Die Druckwerkstatt wurde schließlich 1978 „Obergrabenpresse“ genannt. Gründungsmitglieder war neben Lorenz, Theilmann, Herrmann und Göschel auch der Künstler Ralf Winkler (späteres Pseudonym A. R. Penck). Winkler „fand in Jochen Lorenz in der Folgezeit einen kongenialen Drucker, der den Wünschen des Künstlers sein wachsendes Können zur Verfügung stellte.“
Die Obergrabenpresse verstand sich als „selbstverwaltete Werkstatt, Druckerei, Verlag, Galerie“ und war „ein für DDR-Verhältnisse unerhörtes und deshalb einmaliges Unternehmen“. Jochen Lorenz stellte rückblickend fest: „Wir haben nie etwas heimlich gemacht. Wir haben es einfach gemacht.“ Die erste Publikation der Obergrabenpresse war 1978 die auf 50 Exemplare begrenzte Edition grafiklyrik 1 mit Gedichten von Theilmann und Aquatinta-Radierungen von Göschel. Sie erschien mit offizieller Druckgenehmigung. Die Radierungen druckte Jochen Lorenz, während die Gedichte durch Buchdrucker Lutz Wolfram gesetzt und gedruckt wurden. Um die Edition rechtzeitig fertigstellen zu können, hatte Lorenz sich krankschreiben lassen. Er kündigte kurz darauf bei der Reichsbahn, um an der zweiten Kunstmappe der Obergrabenpresse, grafiklyrik 2, zu arbeiten. Als Künstler ohne Anstellung und Steuernummer galt er von staatlicher Seite als „asozial“. Als der Verband Bildender Künstler entschied, eine neue Sektion für Drucker grafischer Werkstätten zu gründen, wurde Lorenz 1979 Mitglied im Verband Bildender Künstler und damit als Künstler legitimiert. Er arbeitete in der Folgezeit als selbstständiger Drucker. Für grafiklyrik 2 druckte Lorenz 1979 Holzschnitte von Peter Herrmann.
Die dritte Edition der Obergrabenpresse war für 1980 geplant und sollte unter dem Titel grafiklyrik 3 – Kneipen und Kneipentexte Radierungen und Gedichte von Ralf Winkler enthalten. Eine Druckgenehmigung erhielt die Obergrabenpresse nicht, sodass Winkler „seine Sprüche mit der Nadel ins Zink [furchte]“ und so die Druckgenehmigung umging. Bevor Kneipen und Kneipentexte veröffentlicht werden konnte, wurde Winkler 1980 ausgebürgert; die Grafiken blieben daher unsigniert. Auf Anraten von Werner Schmidt, zu dem Zeitpunkt Leiter des Kupferstichkabinetts Dresden und Förderer der Obergrabenpresse, autorisierte Lorenz das Werk im Impressum. Es erschien mit dem Zusatz „gedruckt: Jochen Lorenz“. Auch die auf 30 Exemplare limitierte Mappe gedichte (1982) der Obergrabenpresse mit Werken von Theilmann, Michael Wüstefeld und Sascha Anderson sowie die Mappe das normale versteh wäre krieg mit Gedichten von Theilmann wurden vollständig als Radierungen umgesetzt, die Lorenz druckte. Ab 1982 stand Lorenz neben der Andruckpresse auch eine Kupferdruckpresse zur Verfügung, die Eberhard Göschel organisiert hatte.
Die Mappe gedichte wurde 1984 in der Zeitschrift Die Welt rezensiert, wobei der Band durch Autor Siegmar Faust als erstes illegales Werk der DDR und die Macher als Gegner der „Grundsätze der DDR-Verfassung“ dargestellt wurden. Dies führte von staatlicher Seite zum Operativplan Schreckenstein, der am 14. Mai 1984 umgesetzt wurde: Göschel, Lorenz, Wüstefeld und Theilmann wurden verhaftet und im Volkspolizeikreisamt auf der Schießgasse verhört. Ihre „Zuführung“ erfolgte laut Plan dabei „von den Wohnorten bzw. Arbeitsstellen aus“ mit dem Ziel, die einzelnen Mitglieder an ihren Arbeitsstellen zu isolieren. In ihrer Abwesenheit wurden die neuen Räume der Obergrabenpresse auf der Ritzenbergstraße 5 mit Abhörtechnik versehen. Ein Ermittlungsverfahren wegen „staatsfeindlicher Hetze“ wurde nach kurzer Zeit eingestellt, staatliche Behinderungen ihrer Arbeit erlebte die Obergrabenpresse jedoch bis zur Wende.
Aus dem Bestand eines Bitterfelder Kulturhauses erwarb Eberhard Göschel nach einem Hinweis von Wolfgang Petrovsky für die Obergrabenpresse eine Kupferdruckpresse aus der Zeit um 1900, die ab 1990 im Atelier auf der Ritzenbergstraße 5 zum Einsatz kam: Bereits im Frühjahr 1991 zeigte eine Ausstellung in den Räumen der Obergrabenpresse auf der neuen Kupferdruckpresse durch Lorenz gedruckte, großformatige Aquatinta-Radierungen Göschels. Ab 1993 hatte die Obergrabenpresse den Status einer Gesellschaft bürgerlichen Rechts und hieß amtlich Obergrabenpresse GbR Göschel Lorenz Theilmann; die Rechtsform hielt sie bis 2004 bei.
Neben Editionen der Obergrabenpresse druckte Lorenz in den Räumlichkeiten auch für externe Künstler und Studenten der Hochschule für Bildende Künste Dresden, so ließen hier beispielsweise Lutz Fleischer, Ralf Kerbach, Hans Scheib, Christine Schlegel, Katrin Süss und Cornelia Schleime drucken. Für Regina Kempin druckte Lorenz „[d]ie besonders wichtige Serie der […] Pieschener Schabaquatinten“, mit Andreas Dress entstand das Druckexperiment Selbader, bei dem Lorenz auf einem großformatigen Blatt vier in verschiedenen Ätztechniken entstandene Werke Dress’ – in Aquatinta, Mezzotinta, offener Ätzung und Kaltnadelradierung – druckte. Zu Lorenz’ Schülern gehörte unter anderem Grafikerin Friederike Aust.
Aus einer Ausstellung 1992 in Kalkutta, an der unter anderem auch Eberhard Göschel beteiligt war, entstand die Idee einer Zusammenarbeit der Obergrabenpresse mit der Künstlerkolonie ArtsAcre, die 1995 in einer Ausstellung im Dresdner Kulturrathaus und der Edition Shuttle mündete. Sie versammelte je 14 Grafiker und Lyriker aus Deutschland und Indien. Die Ausstellung wurde in Dresden, Leipzig und Berlin gezeigt und im Sommer 1995 in Anwesenheit von Bernhard Theilmann und Jochen Lorenz auch in Kalkutta eröffnet. Das Kupferstichkabinett Dresden ehrte die Obergrabenpresse anlässlich ihres 20-jährigen Bestehens mit der Sonderausstellung Unter Druck – 20 Jahre Obergrabenpresse Dresden, die vom 5. Mai bis 6. August 1999 im Kupferstichkabinett Dresden sowie anschließend in der Kulturbrauerei Berlin (bis September 1999) und der Städtischen Galerie Albstadt (Februar bis April 2000) gezeigt wurde. Der Öffentlichkeit brachte Lorenz Druckverfahren beispielsweise im Rahmen von Druckwerkstätten und des Tages des offenen Ateliers näher, an denen sich die Obergrabenpresse noch 2006 beteiligte. Die Obergrabenpresse wurde im Sommer 2008 aufgelöst, als die Räumlichkeiten überraschend gekündigt wurden und ein erneuter Umzug auch aufgrund der großen Druckmaschinen nicht mehr infrage kam. Lorenz setzte seine Arbeit als Drucker in einem Atelier auf der Gehestraße fort. Er verstarb 2012 in Dresden und wurde auf dem Bergfriedhof Cossebaude beigesetzt.

## Werke

### Editionen
- 1978: grafiklyrik 1 – Aquatinta-Radierungen von Eberhard Göschel, Gedichte von Bernhard Theilmann, 50 Exemplare
- 1979: grafiklyrik 2 – Holzschnitte von Peter Herrmann, Gedichte von Michael Wüstefeld, 50 Exemplare
- 1980: grafiklyrik 3 Kneipen und Kneipentexte – Radierungen und Gedichte von A. R. Penck, 50 Exemplare
- 1982: gedichte – Gedichte als Radierungen von Sascha Anderson, Bernhard Theilmann, Michael Wüstefeld, 30 Exemplare (Nachauflage 1984: 50 Exemplare)
- 1982: das normale versteh wäre krieg – Texte als Radierungen von Bernhard Theilmann (als Jakob Richard Bernhard Theilmann), 5 Exemplare (Nachauflage 1999: 5 Exemplare)
- 1983: grafiklyrik 4 Ritze – Grafiken von Dieter Goltzsche, Michael Morgner, Strawalde, Max Uhlig, Claus Weidensdorfer, Ralf Winkler und Lyrik von Adolf Endler, Elke Erb, Eberhard Häfner, Uwe Hübner, Bert Papenfuß, Rüdiger Rosenthal, 40 Exemplare
- 1986: Treibsand I – Grafiken von Jürgen Dreißig, Tobias Ellmann, Clemens Gröszer, Angela Hampel, Klaus Hähner-Springmühl, Andreas Hanske, Michael Hengst, Wolfgang Henne, Udo Lenkisch, Werner Liebmann, Akos Novaky, Reinhard Sandner, Wolfram Adalbert Scheffler, Christine Schlegel, Wolfgang Smy, Michael Wirkner, Karla Woisnitza, 40 Exemplare
- 1989: Treibsand II – Grafiken von Sándor Dóró, Michael Freudenberg, Ellen Fuhr, Andreas Garn, Bernd Hahn, Petra Kasten, Manfred Kloppert, Maja Nagel, Frank Seidel, Gudrun Trendafilov, Sonja Zimmermann, 40 Exemplare
- 1989: grafiklyrik 5 – Kaltnadel-Radierungen von Claus Weidensdorfer, Gedichte von Lutz Rathenow, 40 Exemplare
- 1989: Rost und Rouge – Aquatinta-Radierungen von Eberhard Göschel, Gedichte von Bernhard Theilmann, 30 Exemplare
- 1992: Zink – Radierungen von Petra Kasten, mit Text von Yuri Winterberg, 30 Exemplare
- 1992: Nackte Tatsachen – Kaltnadel-Radierungen von Reinhard Sandner, 30 Exemplare
- 1992: Lavater oder die Herren der Gesellschaft – Radierungen von Sonja Zimmermann, 4 Exemplare
- 1993: Partitur – Aquatinta-Radierungen von Eberhard Göschel
- 1995: Shuttle – Grafiken von Lutz Fleischer, Eberhard Göschel, Peter Herrmann, Reinhard Sandner, Max Uhlig, Claus Weidensdorfer, Sonja Zimmermann und Dip Banerjee, Shipra Bhattacharya, Kinkar Ghosh, Shakti Karmakar, Somenath Maity, Munindra Rajbongshi, Shuvaprasanna; Gedichte von Lothar Barth, Andreas Hegewald, Uwe Hübner, Lothar Koch, Gregor Kunz, Bernhard Theilmann, Michael Wüstefeld und Sakti Chattopadhyay, Alokeranjan Dasgupta, Sunil Gangopadhyay, Sankha Ghosh, Joy Goswami, Dibyendu Palit, Mallika Sengupta
- 1998: Einzelblatt-Edition 20 Jahre Obergrabenpresse – Grafiken von Lutz Fleischer, Eberhard Göschel, Peter Herrmann, Petra Kasten, Michael Morgner, A. R. Penck, Reinhard Sandner, Strawalde, Claus Weidensdorfer, Sonja Zimmermann, 10 Exemplare
- 2001: grafiklyrik 6 Das Greisenalter, voilà – Radierungen von Lutz Fleischer, Gedichte von Adolf Endler, 40 Exemplare

### Weitere Drucke (Auswahl)
- 1979: Landschaftliche Fragmente – Radierung von Ralf Winkler, Einzelexemplar
- 1981: Fürstenauer Blätter – Holzschnitte von Peter Herrmann, 15 Exemplare
- 1981: die lust der artisten – zweifarbige Radierung von Bernhard Theilmann, Einzelexemplar
- 1987: Besteigung des Ätna – Aquatinta-Radierungen von Eberhard Göschel, 30 Exemplare
- 1988: Gegenlicht – Radierungen von Eberhard Göschel, 50 Exemplare
- 1988: Fastnachtsspuk im Wallgäßchen – Aquatinta-Radierungen von Hans Körnig, 50 Exemplare
- 1994: Der Vogel mit dem Kinderkopf – Kaltnadelradierung von Reinhard Sandner, Einzelexemplar
- 1995: Großes und kleines Tier – Radierung von Petra Kasten, Einzelexemplar
- 1995: Probedrucke für Kupferne Erzählungen, Paare und Passanten – Radierungen von Max Uhlig
- 1998: Äolische Wahlverwandtschaften – 3 Radierungen von Sonja Zimmermann, Einzelexemplar
- 1998: Tanzende Gesellschaft vor einer Stadtsilhouette – Kaltnadelradierung von Claus Weidensdorfer